# Нестеріха
Нестері́ха (рос. Нестериха) — присілок у складі Тарногського району Вологодської області, Росія. Входить до складу Маркушевського сільського поселення.

## Населення
Населення — 3 особи (2010; 3 у 2002).
Національний склад (станом на 2002 рік):
- росіяни — 100 %